# Mepraia gajardoi
Mepraia gajardoi es una especie de insecto de la subfamilia Triatominae, dentro de la familia de las chinches asesinas (Reduviidae).
Esta especie es endémica de Chile, encontrándose en las costas áridas y semiáridas de Arica, Iquique y Antofagasta (aproximadamente entre los 18° y 26° de latitud Sur). También se la ha registrado en el Morro de Arica, lo que constituye el primer registro en un sector urbano. Se ha planteado la posibilidad de que también habite en el sur de Perú, pero que no se registrado por falta de prospecciones.
Es una especie probablemente nocturna, de colores oscuros, hematófaga, que se alimenta de la sangre de aves, reptiles y micromamíferos.
Tiene importancia médica debido a que son capaces de picar a humanos y transmitirles varias enfermedades, entre ellas la enfermedad de Chagas. Sin embargo, debido a que sus avistamientos y recolecciones se producen principalmente en lugares lejanos a sectores urbanos y de difícil acceso, su importancia como vector de la enfermedad puede ser relativo.